# Meritxell Cabezón
Meritxell Cabezón i Arbat (Barcelona, 19 de septiembre de 
1980) es una abogada y política española, diputada al Congreso de los Diputados en la IX legislatura.
Licenciada en derecho y máster en derecho tributario, trabajó como asesora fiscal y en la actualidad es abogada dedicada esencialmente al ámbito civil y penal, especialista en violencia de género y Derechos Humanos.
Ha sido militante de las Juventudes Socialistas de Cataluña, en las que ha sido vicepresidenta segunda de la mesa del Consejo Nacional y vicepresidenta del Consejo de la Federación de Barcelona. También ha sido consejera de educación del distrito de Santo Martí.
En julio de 2008 sustituyó en su escaño a Joan Clos y Matheu, quién había sido escogido diputado en las elecciones generales españolas de 2008. De 2008 a 2011 ha sido adscrita a la Comisión de Justicia y secretaria Primera de la Comisión de Interior del Congreso de los Diputados.